# Isabel Morel

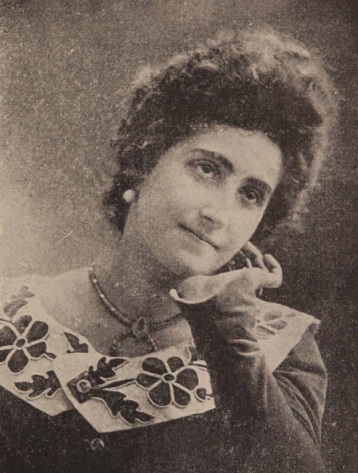
Delia Ducoing de Arrate, được biết đến trong giới văn học với cái tên Isabel Morel, đã chỉ đạo tờ báo Nosotras (Valparaíso, 1931-1935) và tạp chí Familia (Santiago, 1935-1940) vào năm 1939.

Delia Ducoing, hay còn gọi là Delia Ducoing de Arrate hay Isabel Morel (1885-?), là một nhà văn, nhà báo, biên tập viên và nhà hoạt động nữ quyền người Chile. Bà được biết đến nhiều nhất với công việc thay mặt cho quyền của phụ nữ trong lĩnh vực chính trị, xã hội và dân sự ở Chile từ năm 1914. Vào ngày 26 tháng 10 năm 1927, bà thành lập Hội Phụ nữ Chile ở thành phố Valparaíso cùng với Gabriela Mandujano và Aurora Argomedo, đảm nhận chức chủ tịch vào ngày 6 tháng 5 năm 1928. Là một nhà văn, một trong những tác phẩm nổi tiếng nhất của bà là cuốn sách Charlas femeninas (1930), một trong những ấn phẩm đầu tiên được hệ thống hóa tư tưởng nữ quyền ở Chile. Bà cũng đã viết và chỉnh sửa tạp chí Nosotras vào đầu những năm 1930.

## Tác phẩm được chọn
- Charlas Femenina (1930)
- El Libertador del Hada de Plata (1943)